# Amarakaeri
Amarakaeri (Harakmbut, Amarakaire, Amaracaire, Mashco) pleme ili plemena Harakmbet Indijanaca nastanjeni u Peruu uz rijeke Madre de Dios, Colorado, Inambari, Yshiri, Punkuri i Malinowski u departmanima Cuzco i Madre de Dios. 
Sastoje se od više podgrupa: Kochimberi, Küpondirideri, Wíntaperi, Wakitaneri i Kareneri. Sami sebe nazivaju Harakmbut. 
Klanska organizacija s patrilokalnim staništem. Bave se hortikulturom, lovom, ribolovom i sakupljanjem. Oko 500 govornika (1987; SIL), brojno stanje oko 1,600.
Harakmbet govornike ponekad s rezervom kalsificiraju u Veliku porodicu Arawakan. 

## Vanjske poveznice
- Amarakaeri